# Кудряшова Наталія Борисівна
Ната́лія Бори́сівна Ку́дряшова (нар. 13 серпня 1983, Хмельницький, Хмельницька область) — телеведуча, співачка, акторка, експертка у сфері роздрібної торгівлі.
Колишня ведуча телепрограм «Ревізор: Магазини» та співведуча «Ревізор» на «Новому каналі». Колишня експертка ток-шоу «Страсті за Ревізором». 
У 2011 році стала учасницею першого сезону проєкту «МастерШеф», але вибула з проєкту у другому випуску. У 2019 році стала учасницею проєкту «Х-Фактор». Ведуча заходів «Новруз» та «Етнічний віночок», які призначені для висвітлення дитячої та юнацької творчості Україні та інших країн. Окрім відряджень по містах України, Наталія відвідує Болгарію із заходом «Етнічний віночок». Працює у трьох театрах Києва: театр «Київ», театр «Браво» та «Інший театр».

## Життєпис

### Навчання
Список навчальних закладів:
- Хмельницьке музичне училище
- Київський інститут мистецтв
- Київський національний університет театру, кіно і телебачення імені Івана Карпенка-Карого
- Київський національний економічний університет імені Вадима Гетьмана
- Школа-студія акторської майстерності при кіностудії «Film.ua»
- Курси модельної агенції «Karin MMG»
- Школа телеведучих «TV lab»

Після завершення середньої освіти вона вступила до музичного училища на вокальне відділення. Навчання закінчила з червоним дипломом. Музичну кар'єру вона розпочала в підлітковому віці. Вона активно виступала з різними музичними колективами. У 2010 році випущено 2 сольні альбоми: з ліричними баладами та з російськими романсами. 2011 року відбувся сольний концерт. Далі вона удосконалювала навички академічного співу в Київському інституті мистецтв.

### Журналістика
У 2017 році відбулася значуща подія в кар'єрі відомого експерта у сфері роздрібної торгівлі, коли вона отримала можливість взяти участь у популярному телепроекті «Ревізор». Залучення до проекту сталося під час зйомок епізоду ток-шоу «Страсті за Ревізором», де терміново знадобився фахівець із ритейлу. Завдяки рекомендації одного з членів знімальної групи вона була запрошена на шоу як експерт.
Компетентність та підхід до роботи привернули увагу керівництва проекту, що призвело до її призначення на посаду ведучої нової програми «Ревізор. Магазини». Протягом майже року вона виконувала обов'язки ведучої, але пізніше вирішила залишити шоу.
У 2020 році розпочала інтерв'ю-проєкт «Карантин. Вихід Є.» на власному YouTube-каналі та на власній Facebook-сторінці. Це серія авторських інтерв'ю з жителями різних країн про те, як світ виходить із карантину, який спрямований на боротьбу з пандемією коронавірусної хвороби.

### Бренд
У 2020 році заснувала бренд с медичних масок «MASKI-KудряШОУ».  

## Фільмографія

### Теле- та кінофільми та серіали
| Рік       |     | Українська назва          | Оригінальна назва      | Роль                             |
| --------- | --- | ------------------------- | ---------------------- | -------------------------------- |
| 2010      | тф  | Маршрут милосердя         | Маршрут милосердия     | епізодна роль                    |
| 2011—2011 | с   | Єфросинья                 | Ефросинья              | медсестра                        |
| 2011—2011 | с   | Костоправ                 | Костоправ              | медсестра                        |
| 2011—2011 | с   | Танець нашого кохання     | Танец нашей любви      | косметолог                       |
| 2011—2013 | с   | Таксі                     | —                      | епізодні ролі                    |
| 2012—2023 | с   | Жіночий лікар             | —                      | Олена                            |
| 2012      | ф   | Ржевський проти Наполеона | —                      | російська співачка               |
| 2013—2013 | с   | Поцілуй!/Поцілунок!       | Поцелуй!               | Віта, пацієнтка                  |
| 2013—2014 | с   | Бар «Дак»                 | —                      | Інна                             |
| 2014—2014 | с   | Справа для двох           | Дело для двоих         | співробітниця редакції           |
| 2014—2014 | с   | Так далеко, так близько   | Так далеко, так близко | Жанна, покоївка                  |
| 2020      | док | Абракадабра/Вещдок        | —                      | Ніна                             |
| 2016—2021 | с   | Черговий лікар            | —                      | дружина Сергія, хворого пацієнта |